# Résultats détaillés des championnats d'Europe d'athlétisme 1946
Résultats détaillés des Championnats d'Europe d'athlétisme 1946 d'Oslo.
| Courses: 100 m - 200 m - 400 m - 800 m - 1 500 m - 5 000 m - 10 000 m - Marathon Obstacles: 110 m/80 m haies - 400 m haies - 3 000 m steeple Marche: 10 km - 50 km Sauts: Hauteur - Longueur - Triple saut - Perche Lancers: Javelot - Disque - Poids - Marteau Relais: 4 × 100 m - 4 × 400 m Épreuves combinées: Décathlon Tableau des médailles - Légende |

## Résultats

### 100 m
| Rang | Pays        | Athlète                | Temps  |
| ---- | ----------- | ---------------------- | ------ |
| 1    | Royaume-Uni | John Archer            | 10 s 6 |
| 2    | Norvège     | Haakan Tranberg        | 10 s 7 |
| 3    | Italie      | Carlo Monti            | 10 s 8 |
| 4    | France      | Etienne Bally          | 10 s 8 |
| 5    | Suède       | Stig Håkansson         | 10 s 9 |
| 6    | Islande     | Finnbjörn Thorvaldsson | 10 s 9 |

| Rang | Pays             | Athlète                    | Temps  |
| ---- | ---------------- | -------------------------- | ------ |
| 1    | Union soviétique | Yevgeniya Sechenova        | 11 s 9 |
| 2    | Royaume-Uni      | Winifred Jordan            | 12 s 1 |
| 3    | France           | Claire Brésolles           | 12 s 2 |
| 4    | Suède            | Ann-Britt Leyman           | 12 s 2 |
| 5    | Royaume-Uni      | Maureen Gardner            | 12 s 2 |
| 6    | Pays-Bas         | Gerda van der Kade-Koudijs | 12 s 4 |

### 200 m
| Rang | Pays             | Athlète           | Temps  |
| ---- | ---------------- | ----------------- | ------ |
| 1    | Union soviétique | Nikolay Karakulov | 21 s 6 |
| 2    | Norvège          | Haakon Tranberg   | 21 s 7 |
| 3    | Tchécoslovaquie  | Jirí David        | 21 s 8 |
| 4    | Suède            | Stig Danielsson   | 21 s 9 |
| 5    | France           | Julien Le Bas     | 22 s 0 |
| 6    | Royaume-Uni      | John Archer       | 22 s 0 |

| Rang | Pays             | Athlète             | Temps  |
| ---- | ---------------- | ------------------- | ------ |
| 1    | Union soviétique | Yevgeniya Sechenova | 25 s 4 |
| 2    | Royaume-Uni      | Winifred Jordan     | 25 s 6 |
| 3    | France           | Léa Caurla          | 25 s 6 |
| 4    | Norvège          | Marit Hemstad       | 25 s 7 |
| 5    | Royaume-Uni      | Sylvia Cheeseman    | 25 s 8 |
| 6    | Suède            | Ann-Britt Leyman    | 26 s 2 |

### 400 m
| Rang | Pays        | Athlète              | Temps  |
| ---- | ----------- | -------------------- | ------ |
| 1    | Danemark    | Niels Holst Sörensen | 47 s 9 |
| 2    | France      | Jacques Lunis        | 48 s 3 |
| 3    | Royaume-Uni | Derek Pugh           | 48 s 9 |
| 4    | Suède       | Sven-Erik Nolinge    | 48 s 9 |
| 5    | Royaume-Uni | William Roberts      | 49 s 5 |

### 800 m
| Rang | Pays        | Athlète              | Temps        |
| ---- | ----------- | -------------------- | ------------ |
| 1    | Suède       | Rune Gustafsson      | 1 min 51 s 0 |
| 2    | Danemark    | Niels Holst Sörensen | 1 min 51 s 1 |
| 3    | France      | Marcel Hansenne      | 1 min 51 s 2 |
| 4    | Suède       | Olle Ljunggren       | 1 min 51 s 4 |
| 5    | Royaume-Uni | Thomas White         | 1 min 51 s 5 |
| 6    | France      | Robert Chef d'Hôtel  | 1 min 53 s 0 |

### 1 500 m
| Rang | Pays            | Athlète        | Temps        |
| ---- | --------------- | -------------- | ------------ |
| 1    | Suède           | Lennart Strand | 3 min 48 s 0 |
| 2    | Suède           | Henry Eriksson | 3 min 48 s 8 |
| 3    | Danemark        | Erik Jörgensen | 3 min 52 s 8 |
| 4    | Tchécoslovaquie | Václav Cevona  | 3 min 53 s 0 |
| 5    | Hongrie         | Sandor Garay   | 3 min 53 s 0 |
| 6    | Royaume-Uni     | Douglas Wilson | 3 min 53 s 2 |

### 5 000 m
| Rang | Pays            | Athlète          | Temps         |
| ---- | --------------- | ---------------- | ------------- |
| 1    | Royaume-Uni     | Sydney Wooderson | 14 min 08 s 6 |
| 2    | Pays-Bas        | Willem Slijkhuis | 14 min 14 s 0 |
| 3    | Suède           | Evert Nyberg     | 14 min 23 s 2 |
| 4    | Finlande        | Viljo Heino      | 14 min 24 s 4 |
| 5    | Tchécoslovaquie | Emil Zátopek     | 14 min 25 s 8 |
| 6    | Belgique        | Gaston Reiff     | 14 min 45 s 8 |

### 10 000 m
| Rang | Pays             | Athlète          | Temps         |
| ---- | ---------------- | ---------------- | ------------- |
| 1    | Finlande         | Viljo Heino      | 29 min 52 s 0 |
| 2    | Finlande         | Helge Perälä     | 30 min 31 s 4 |
| 3    | Hongrie          | András Csaplár   | 30 min 35 s 2 |
| 4    | Suède            | Sven Rapp        | 30 min 49 s 2 |
| 5    | Union soviétique | Fyeodosiy Vanin  | 30 min 56 s 2 |
| 6    | Luxembourg       | Charles Heirendt | 31 min 08 s 2 |

### Marathon
| Rang | Pays             | Athlète           | Temps           |
| ---- | ---------------- | ----------------- | --------------- |
| 1    | Finlande         | Mikko Hietanen    | 2 h 24 min 55 s |
| 2    | Finlande         | Väinö Muinonen    | 2 h 26 min 08 s |
| 3    | Union soviétique | Yakov Punko       | 2 h 26 min 21 s |
| 4    | France           | Pierre Cousin     | 2 h 27 min 05 s |
| 5    | Suède            | Gösta Leandersson | 2 h 28 min 30 s |
| 6    | Suède            | Erik Jonsson      | 2 h 30 min 08 s |

N.B. : Le marathon des Championnats européen de 1946 a été accompli sur un parcours de mesure 40,1 km, 2 km de moins qu'un "vrai" marathon

### 110 m haies/80 m haies
| Rang | Pays     | Athlète            | Temps  |
| ---- | -------- | ------------------ | ------ |
| 1    | Suède    | Håkan Lidman       | 14 s 6 |
| 2    | Belgique | Hippolyte Braekman | 14 s 9 |
| 3    | Finlande | Väinö Suvivuo      | 15 s 0 |
| 4    | Suède    | Gösta Risberg      | 15 s 2 |
| 5    | Danemark | Edvin Larsen       | 15 s 3 |
| 6    | France   | Henri Maignan      | 15 s 5 |

| Rang | Pays             | Athlète             | Temps  |
| ---- | ---------------- | ------------------- | ------ |
| 1    | Pays-Bas         | Fanny Blankers-Koen | 11 s 8 |
| 2    | Union soviétique | Elene Gokieli       | 11 s 9 |
| 3    | Union soviétique | Valentina Fokina    | 11 s 9 |
| 4    | Danemark         | Anne Iversen        | 12 s 3 |
| 5    | Suède            | Anna-Lena Lövgren   | 12 s 4 |
| 6    | Tchécoslovaquie  | Marie Matesová      | 12 s 4 |

### 400 m haies
| Rang | Pays        | Athlète           | Temps  |
| ---- | ----------- | ----------------- | ------ |
| 1    | Finlande    | Bertel Storskrubb | 52 s 2 |
| 2    | Suède       | Sixten Larsson    | 52 s 4 |
| 3    | Suède       | Rune Larsson      | 52 s 5 |
| 4    | France      | Yves Cros         | 52 s 6 |
| 5    | Suisse      | Werner Christen   | 55 s 4 |
| 6    | Royaume-Uni | Ronald Ede        | 55 s 5 |

### 3 000 m steeple
| Rang | Pays     | Athlète           | Temps        |
| ---- | -------- | ----------------- | ------------ |
| 1    | France   | Raphaël Pujazon   | 9 min 01 s 4 |
| 2    | Suède    | Erik Elmsäter     | 9 min 11 s 0 |
| 3    | Suède    | Tore Sjöstrand    | 9 min 14 s 0 |
| 4    | Danemark | Alf Olesen        | 9 min 18 s 8 |
| 5    | France   | Jean Gallet       | 9 min 19 s 6 |
| 6    | Finlande | Pentti Siltaloppi | 9 min 21 s 0 |

### Saut en hauteur
| Rang | Pays        | Athlète            | Performance |
| ---- | ----------- | ------------------ | ----------- |
| 1    | Suède       | Anton Bolinder     | 1,99 m      |
| 2    | Royaume-Uni | Alan Paterson      | 1,96 m      |
| 3    | Finlande    | Nils Nicklén       | 1,93 m      |
| 4    | Norvège     | Birger Leirud      | 1,93 m      |
| 5    | Suède       | Gunnar Lindecrantz | 1,93 m      |
| 6    | Italie      | Alfredo Campagner  | 1,90 m      |

| Rang | Pays             | Athlète              | Performance |
| ---- | ---------------- | -------------------- | ----------- |
| 1    | France           | Anne-Marie Colchen   | 1,60 m      |
| 2    | Union soviétique | Aleksandra Chudina   | 1,57 m      |
| 3    | Danemark         | Anne Iversen         | 1,57 m      |
| 4    | Pays-Bas         | Fanny Blankers-Koen  | 1,57 m      |
| 5    | France           | Micheline Ostermeyer | 1,57 m      |
| 6    | Luxembourg       | Triny Bourkel        | 1,57 m      |

### Saut en longueur
| Rang | Pays            | Athlète          | Performance |
| ---- | --------------- | ---------------- | ----------- |
| 1    | Suède           | Olle Laessker    | 7,42 m      |
| 2    | Suisse          | Lucien Graff     | 7,40 m      |
| 3    | Tchécoslovaquie | Miroslav Rihosek | 7,29 m      |
| 4    | Italie          | Egidio Pribetti  | 7,28 m      |
| 5    | Suède           | Stig Håkansson   | 6,97 m      |
| 6    | Royaume-Uni     | Dennis Watts     | 6,95 m      |

| Rang | Pays             | Athlète                    | Performance |
| ---- | ---------------- | -------------------------- | ----------- |
| 1    | Pays-Bas         | Gerda van der Kade-Koudijs | 5,67 m      |
| 2    | Union soviétique | Lidia Gaile                | 5,66 m      |
| 3    | Union soviétique | Valentina Vasilyeva        | 5,63 m      |
| 4    | Italie           | Amelia Piccinini           | 5,28 m      |
| 5    | Danemark         | Anne Iversen               | 5,25 m      |
| 6    | Suède            | Ulla Britt Althin          | 5,24 m      |

### Saut à la perche
| Rang | Pays             | Athlète          | Performance |
| ---- | ---------------- | ---------------- | ----------- |
| 1    | Suède            | Allan Lindberg   | 4,17 m      |
| 2    | Union soviétique | Nikolay Ozolin   | 4,10 m      |
| 3    | Tchécoslovaquie  | Jan Bém          | 4,10 m      |
| 4    | Norvège          | Erling Kaas      | 4,10 m      |
| 5    | Suède            | Hugo Olsson      | 4,00 m      |
| 6    | France           | Georges Breitman | 3,90 m      |

### Triple saut
| Rang | Pays     | Athlète         | Performance |
| ---- | -------- | --------------- | ----------- |
| 1    | Finlande | Valdemar Rautio | 15,17 m     |
| 2    | Suède    | Bertil Johnsson | 15,15 m     |
| 3    | Suède    | Arne Åhman      | 14,96 m     |
| 4    | Norvège  | Eugen Haugland  | 14,76 m     |
| 5    | Finlande | Hannes Sonck    | 14,70 m     |
| 6    | Danemark | Preben Larsen   | 14,65 m     |

### Lancer du disque
| Rang | Pays     | Athlète          | Performance |
| ---- | -------- | ---------------- | ----------- |
| 1    | Italie   | Adolfo Consolini | 53,23 m     |
| 2    | Italie   | Giuseppe Tosi    | 50,39 m     |
| 3    | Finlande | Veikko Nyqvist   | 48,14 m     |
| 4    | Grèce    | Nikólaos Sýllas  | 47,96 m     |
| 5    | Norvège  | Stein Johnsen    | 46,77 m     |
| 6    | Suède    | Erik Westlin     | 45,65 m     |

| Rang | Pays             | Athlète            | Performance |
| ---- | ---------------- | ------------------ | ----------- |
| 1    | Union soviétique | Nina Dumbadze      | 44,52 m     |
| 2    | Pays-Bas         | Ann Niesink        | 40,46 m     |
| 3    | Pologne          | Jadwiga Wajs       | 39,37 m     |
| 4    | Suède            | Gudrun Eklund      | 36,90 m     |
| 5    | Pologne          | Irena Dobrzanska   | 36,30 m     |
| 6    | Union soviétique | Tatyana Sevryukova | 34,05 m     |

### Lancer du poids
| Rang | Pays             | Athlète           | Performance |
| ---- | ---------------- | ----------------- | ----------- |
| 1    | Islande          | Gunnar Huseby     | 15,56 m     |
| 2    | Union soviétique | Dmitriy Goryainov | 15,25 m     |
| 3    | Finlande         | Yrjö Lehtilä      | 15,23 m     |
| 4    | Suède            | Roland Nilsson    | 15,16 m     |
| 5    | Suède            | Thage Pettersson  | 14,87 m     |
| 6    | Finlande         | Sulo Bärlund      | 14,75 m     |

| Rang | Pays             | Athlète              | Performance |
| ---- | ---------------- | -------------------- | ----------- |
| 1    | Union soviétique | Tatyana Sevryukova   | 14,16 m     |
| 2    | France           | Micheline Ostermeyer | 12,84 m     |
| 3    | Italie           | Amelia Piccinini     | 12,21 m     |
| 4    | Pologne          | Jadwiga Wajs         | 11,65 m     |
| 5    | Suède            | Eivor Olson          | 11,43 m     |
| 6    | Pays-Bas         | Ann Niesink          | 11,35 m     |
| 7    | Pologne          | Maria Kwasniewska    |             |

### Lancer du marteau
| Rang | Pays        | Athlète                | Performance |
| ---- | ----------- | ---------------------- | ----------- |
| 1    | Suède       | Bo Ericson             | 56,44 m     |
| 2    | Suède       | Eric Johansson         | 53,54 m     |
| 3    | Royaume-Uni | Duncan McDougall Clark | 51,32 m     |
| 4    | Hongrie     | Imre Németh            | 50,03 m     |
| 5    | Pays-Bas    | Hans Houtzager         | 49,86 m     |
| 6    | Italie      | Tesso Taddia           | 48,63 m     |

### Lancer du javelot
| Rang | Pays     | Athlète           | Performance |
| ---- | -------- | ----------------- | ----------- |
| 1    | Suède    | Lennart Atterwall | 68,74 m     |
| 2    | Finlande | Yrjö Nikkanen     | 67,50 m     |
| 3    | Finlande | Tapio Rautavaara  | 66,40 m     |
| 4    | Norvège  | Odd Mæhlum        | 66,37 m     |
| 5    | Suède    | Sven Daleflod     | 64,79 m     |
| 6    | Suisse   | Josef Neumann     | 62,48 m     |

| Rang | Pays             | Athlète            | Performance |
| ---- | ---------------- | ------------------ | ----------- |
| 1    | Union soviétique | Klavdiya Mayuchaya | 46,25 m     |
| 2    | Union soviétique | Lyudmila Anokina   | 45,84 m     |
| 3    | Pays-Bas         | Johanna Koning     | 43,24 m     |
| 4    | Pays-Bas         | Elly Dammers       | 41,16 m     |
| 5    | Hongrie          | Maria Rohonczi     | 40,66 m     |
| 6    | Pologne          | Maria Kwasniewska  | 38,57 m     |

### 4 × 100 m relais
| Rang | Pays            | Athlètes                                                   | Temps  |
| ---- | --------------- | ---------------------------------------------------------- | ------ |
| 1    | Suède           | Stig Danielsson Inge Nilsson Olle Laessker Stig Håkansson  | 41 s 5 |
| 2    | France          | Agathon Lepève Julien Le Bas Pierre Gonon René Valmy       | 42 s 0 |
| 3    | Tchécoslovaquie | Mirko Paráček Leopold Láznička Miroslav Řihošek Jiří David | 42 s 2 |
| 4    | Pays-Bas        | -                                                          | 42 s 3 |
| 5    | Royaume-Uni     | -                                                          | 42 s 4 |
| 6    | Belgique        | -                                                          | 43 s 5 |

| Rang | Pays             | Athlètes                                                                         | Temps  |
| ---- | ---------------- | -------------------------------------------------------------------------------- | ------ |
| 1    | Pays-Bas         | Gerda van der Kade-Koudijs Netty Witziers-Timmer Marta Adema Fanny Blankers-Koen | 47 s 8 |
| 2    | France           | Léa Caurla Anne-Marie Colchen Claire Brésolles Monique Drilhon                   | 48 s 5 |
| 3    | Union soviétique | Yevgeniya Sechenova Valentina Fokina Jelena Gokieli Valentina Wassiljewa         | 48 s 7 |
| 4    | Royaume-Uni      | Maureen Gardner Winnie Jordan Joyce Judd Sylvia Cheeseman                        | 48 s 7 |
| 5    | Suède            | -                                                                                | 49 s 3 |
| 6    | Pologne          | -                                                                                | 50 s 6 |

### 4 × 400 m relais
| Rang | Pays            | Athlètes                                                    | Temps        |
| ---- | --------------- | ----------------------------------------------------------- | ------------ |
| 1    | France          | Bernard Santona Yves Cros Robert Chef d'hôtel Jacques Lunis | 3 min 14 s 4 |
| 2    | Royaume-Uni     | Ronald Ede Derek Pugh Bernard Elliot William Roberts        | 3 min 14 s 5 |
| 3    | Suède           | Folke Alnevik Stig Lindgård Sven-Erik Nolinge Tore Sten     | 3 min 15 s 0 |
| 4    | Danemark        | Niels Holst-Sørensen                                        | 3 min 15 s 4 |
| 5    | Suisse          | -                                                           | 3 min 20 s 8 |
| 6    | Tchécoslovaquie | -                                                           | 3 min 33 s 6 |

### 10 km marche
| Rang | Pays    | Athlète               | Temps         |
| ---- | ------- | --------------------- | ------------- |
| 1    | Suède   | John Mikaelsson       | 46 min 05 s 2 |
| 2    | Suisse  | Fritz Schwab          | 47 min 03 s 6 |
| 3    | France  | Émile Maggi           | 48 min 10 s 4 |
| 4    | France  | Louis Chevalier       | 49 min 37 s 8 |
| 5    | Norvège | Egil-Romberg Andersen | 49 min 48 s 0 |

### 50 km marche
| Rang | Pays        | Athlète          | Temps           |
| ---- | ----------- | ---------------- | --------------- |
| 1    | Suède       | John Ljunggren   | 4 h 38 min 20 s |
| 2    | Royaume-Uni | Henry Forbes     | 4 h 42 min 58 s |
| 3    | Royaume-Uni | Charles Megnin   | 4 h 57 min 04 s |
| 4    | Norvège     | Oddvar Sponberg  | 5 h 00 min 27 s |
| 5    | Danemark    | Harry Kristensen | 5 h 03 min 18 s |

### Décathlon
| Rang | Pays             | Athlète           | Performance |
| ---- | ---------------- | ----------------- | ----------- |
| 1    | Norvège          | Godtfred Holmvang | 6 987 pts   |
| 2    | Union soviétique | Sergey Kuznetsov  | 6 930 pts   |
| 3    | Suède            | Göran Waxberg     | 6 661 pts   |
| 4    | Suisse           | Armin Scheurer    | 6 655 pts   |
| 5    | France           | Pierre Sprecher   | 6 496 pts   |
| 6    | Suisse           | Oskar Häfliger    | 6 461 pts   |

### Légende
- RE : Record d'Europe
- RC : Record des Championnats
- RN : Record national
- disq. : disqualification
- ab. : abandon

## Tableau des médailles
| Rang | Nation           | Or | Argent | Bronze | Total |
| ---- | ---------------- | -- | ------ | ------ | ----- |
| 1    | Suède            | 11 | 5      | 6      | 22    |
| 2    | Union soviétique | 6  | 7      | 4      | 17    |
| 3    | Finlande         | 4  | 3      | 5      | 12    |
| 4    | France           | 3  | 4      | 4      | 11    |
| 5    | Pays-Bas         | 3  | 2      | 1      | 6     |
| 6    | Royaume-Uni      | 2  | 5      | 3      | 10    |
| 7    | Norvège          | 1  | 2      | 0      | 3     |
| 8    | Danemark         | 1  | 1      | 2      | 4     |
| 8    | Italie           | 1  | 1      | 2      | 4     |
| 10   | Islande          | 1  | 0      | 0      | 1     |
| 11   | Suisse           | 0  | 2      | 0      | 2     |
| 12   | Belgique         | 0  | 1      | 0      | 1     |
| 13   | Tchécoslovaquie  | 0  | 0      | 4      | 4     |
| 14   | Hongrie          | 0  | 0      | 1      | 1     |
| 14   | Pologne          | 0  | 0      | 1      | 1     |